# リッチモンド (ブリティッシュコロンビア州)
リッチモンド（英語：Richmond）は、カナダのブリティッシュコロンビア州南西部に位置する都市である。メトロバンクーバーに属し、市内北部はバンクーバーと接している。バンクーバー国際空港があることでも知られる。

## 歴史
リッチモンドの名は、街が設立される前、1862年9月に出された州のパンフレットにはすでに使われていた。1879年11月10日に地区（District Municipality）として設立され、1990年12月3日には市制が施行された。
ルル島の南西端にある漁村スティーブストンは当初、入植してきたヨーロッパ人と日本人コミュニティの中心地として栄えた歴史をもつ。そのため、史跡が多く残っており、博物館もある。港には今も漁船が多くある。
1980年代以降中華圏を中心とする移民を大量に受け入れてきており、街は急成長した。全体の半数が中国系でカナダの都市の中でも最も中華色が強い都市となっている。

## 地理
フレーザー川の河口部のデルタ地帯の島のうち、最大の島ルルアイランドやバンクーバー国際空港があるシーアイランド、そして13の小さな島で構成されている。面積は129.66 km²。西部はジョージア海峡に面し、ルルアイランドの南部にはフレーザー川の本流が流れている。
北米でも大きい仏教寺院のひとつ「カナダ霊岩山寺」がある。

### 人口
2016年センサスによる人口は198,309人であり、メトロバンクーバー内ではバンクーバー、サレー、バーナビーに次いで4番目の都市である。1990年代に急成長した都市であるが、その後の人口増加率は鈍化していたが、スカイトレインの開通により再びコンドミニアム等の建設ラッシュが続いている。
| 年度   | 人口（人） | 増加率（%） |
| ------ | ---------- | ----------- |
| 2016年 | 198,309    | 4.1         |
| 2011年 | 190,473    | 9.2         |
| 2006年 | 174,461    | 6.2         |
| 2001年 | 164,345    | 10.4        |
| 1996年 | 148,867    | 17.6        |
| 1991年 | 126,624    | -           |

- 増加率は過去5年間の人口増加率を意味する。

### 民族
| 人種・民族構成（リッチモンド） 2016年 | 人種・民族構成（リッチモンド） 2016年 | 人種・民族構成（リッチモンド） 2016年 | 人種・民族構成（リッチモンド） 2016年 | 人種・民族構成（リッチモンド） 2016年 |
| ------------------------------------- | ------------------------------------- | ------------------------------------- | ------------------------------------- | ------------------------------------- |
|                                       |                                       |                                       |                                       |                                       |
| 中国系                                | 中国系                                |                                       | 53%                                   | 53%                                   |
| 白人                                  | 白人                                  |                                       | 23.7%                                 | 23.7%                                 |
| 南アジア系                            | 南アジア系                            |                                       | 7.3%                                  | 7.3%                                  |
| フィリピン系                          | フィリピン系                          |                                       | 6.9%                                  | 6.9%                                  |
| 日系人                                | 日系人                                |                                       | 2%                                    | 2%                                    |

非白人の比率が高い都市のひとつで、その半分がアジアを起源とする移民である。この多くに1990年代初期にかけて香港や台湾、中国大陸から移民してきた人々が含まれ、住民の半数は中国系とされる。2016年統計では華僑、華人の割合は市内人口のおよそ53%にのぼる。インドやフィリピン、日本からの移民は1800年代までさかのぼることができ、長い歴史がある。しかし、日系人コミュニティは1941年（昭和16年）12月8日の真珠湾攻撃による日英開戦の際、カナダ政府の方針により州内またはアルバータ州の捕虜収容所に強制移住させられたため、コミュニティは一度壊滅した。保有していた財産も没収され、競売にかけられた。それでも、日系人は3,940人と規模は大きく2%を占めている。特にスティーブストンが日系カナダ人の集住地域として知られている。

### 言語
| 母語話者（リッチモンド）2016 | 母語話者（リッチモンド）2016 | 母語話者（リッチモンド）2016 | 母語話者（リッチモンド）2016 | 母語話者（リッチモンド）2016 |
| ---------------------------- | ---------------------------- | ---------------------------- | ---------------------------- | ---------------------------- |
|                              |                              |                              |                              |                              |
| 英語                         | 英語                         |                              | 33.13%                       | 33.13%                       |
| 広東語                       | 広東語                       |                              | 21.95%                       | 21.95%                       |
| 中国語                       | 中国語                       |                              | 20.00%                       | 20.00%                       |
| タガログ語                   | タガログ語                   |                              | 3.94%                        | 3.94%                        |
| パンジャブ語                 | パンジャブ語                 |                              | 2.66%                        | 2.66%                        |
| 閩南語                       | 閩南語                       |                              | 1.27%                        | 1.27%                        |
| 日本語                       | 日本語                       |                              | 1.09%                        | 1.09%                        |

市内には華僑・華人が数多く住んでいることを反映して標識が中国語と英語の併記になっている箇所が多い地区でもある。広東語と中国語が2割ずつ、全体の4割が中国語で占められている。また、日系人コミュニティが多いことから日本語も使われており母語話者は2016年国勢調査によると全体の1.09%、2,150人となっている。

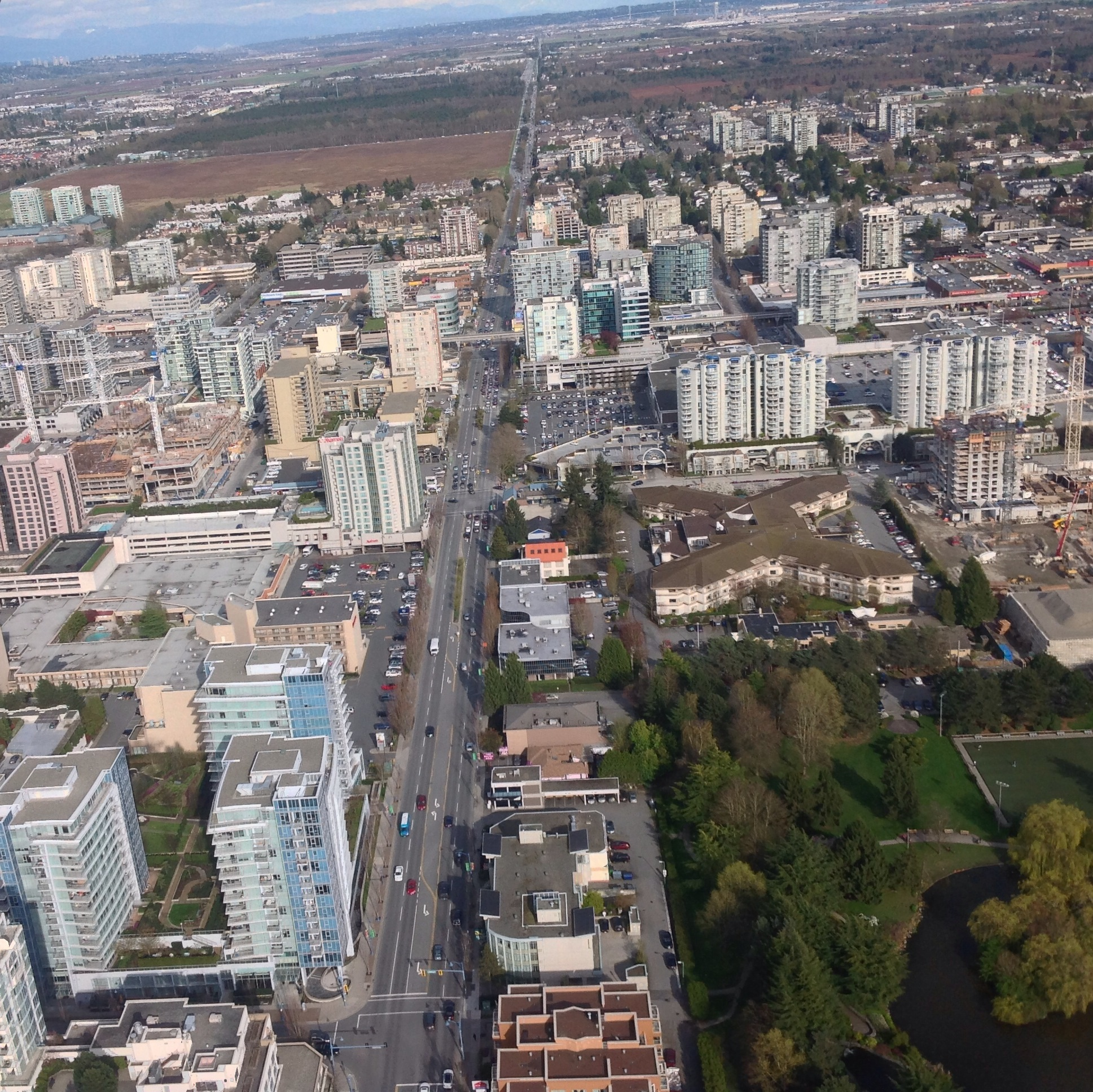
上空から見たリッチモンド

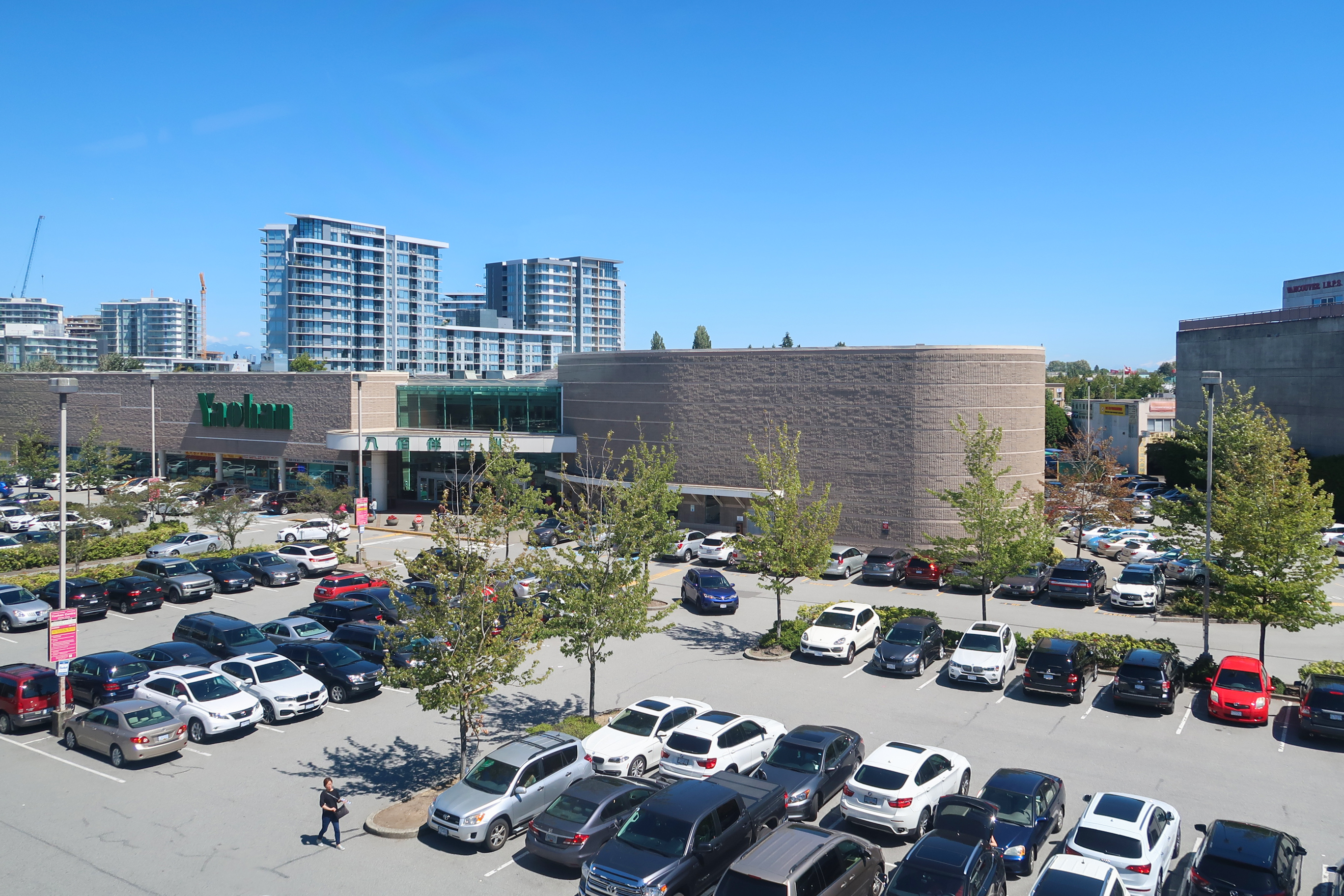
ヤオハンセンター

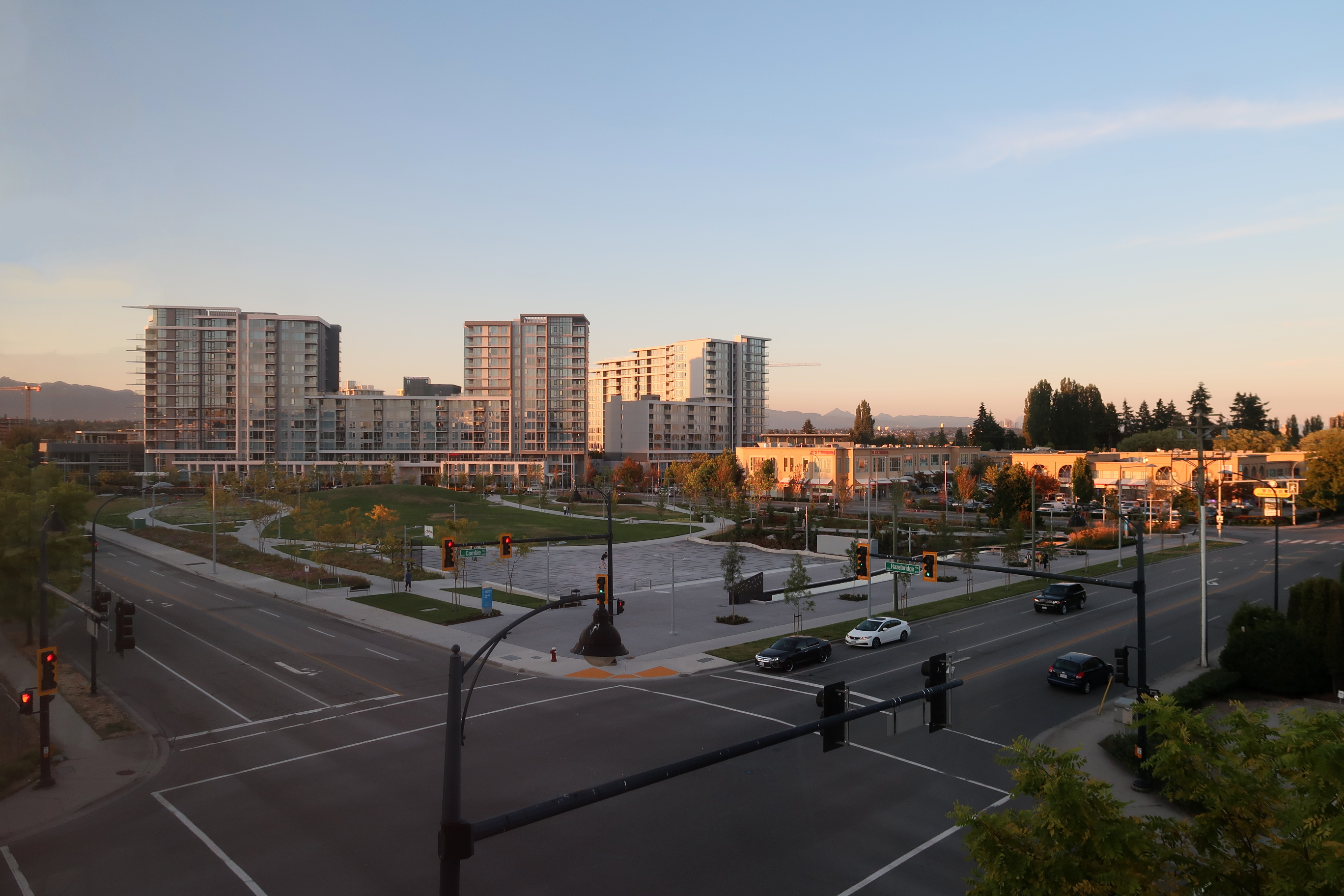
ゴールデンビレッジ地区

## 交通
バンクーバー都心部とはスカイトレインのカナダ・ラインで結ばれ、市内にはブリッジポート駅やリッチモンド・ブリグハウス駅等の7つの駅が設置されている。
- バンクーバー国際空港

西部カナダの玄関口として機能しており、利用乗客数では国内で第2位の規模を持つ。スカイトレインのカナダ・ラインもYVRエアポート駅が空港ターミナルと直結している。

## 経済
リッチモンド市の主な雇用先にはサービス業、小売業、観光業、軽工業、空港サービス、航空、農業、漁業、官庁などがある。ハイテク産業も盛んで、任天堂カナダ社なども進出している。

### 農業
市内東部には農地が多く、ブルーベリー、クランベリーが主要作物である。州内のおよそ47%のクランベリーは市内で栽培されている。また、イチゴ、トウモロコシ、ジャガイモなども栽培も見られる。

### ショッピングモール
アジアをテーマにしたショッピングモールの多さではカナダ最大で、アジア系コミュニティの規模でも北米で第2位の規模を持つ。そのひとつであるアバディーン・センターにはアジア系の店舗が多く入っており、大創産業が2003年12月に北米第1号店として進出している。そのほか、市内最大のリッチモンド・センターをはじめ、ヤオハンセンター（旧ヤオハン）など多くのショッピングモールがある。
- リッチモンドセンター：リッチモンド最大のショッピングモール
- ランズドーン・センター：市内2番目の規模のモール
- マッカーサーグレンデザイナーアウトレットバンクーバー空港：バンクーバー国際空港に近いアウトレットモール
- パーカープレイス (百家店)： 中華系モール
- アバディーン・センター (時代坊)： スカイトレインのアバディーン駅に隣接した中華系モール

## 冬季オリンピック
スピードスケート競技場「リッチモンド・オリンピックオーバル」では2010年バンクーバーオリンピックのスピードスケートが行われた。

## 姉妹都市
- 和歌山市 （日本・和歌山県）